# 29613 Charlespicard
29613 Charlespicard è un asteroide della fascia principale. Scoperto nel 1998, presenta un'orbita caratterizzata da un semiasse maggiore pari a 2,1226700 UA e da un'eccentricità di 0,1375523, inclinata di 4,69627° rispetto all'eclittica.